# Alianza Nacional (Italia)
Alianza Nacional (en italiano: Alleanza Nazionale; AN) fue un partido político italiano conservador creado en 1995 como sucesor del Movimiento Social Italiano (MSI). Su líder fue desde su fundación Gianfranco Fini, hasta que en 2008 fue elegido presidente de la Cámara de Diputados, siendo sucedido por Ignazio La Russa, que finalmente integró al partido en el Pueblo de la Libertad (PdL) en 2009.

## Historia

### Fundación

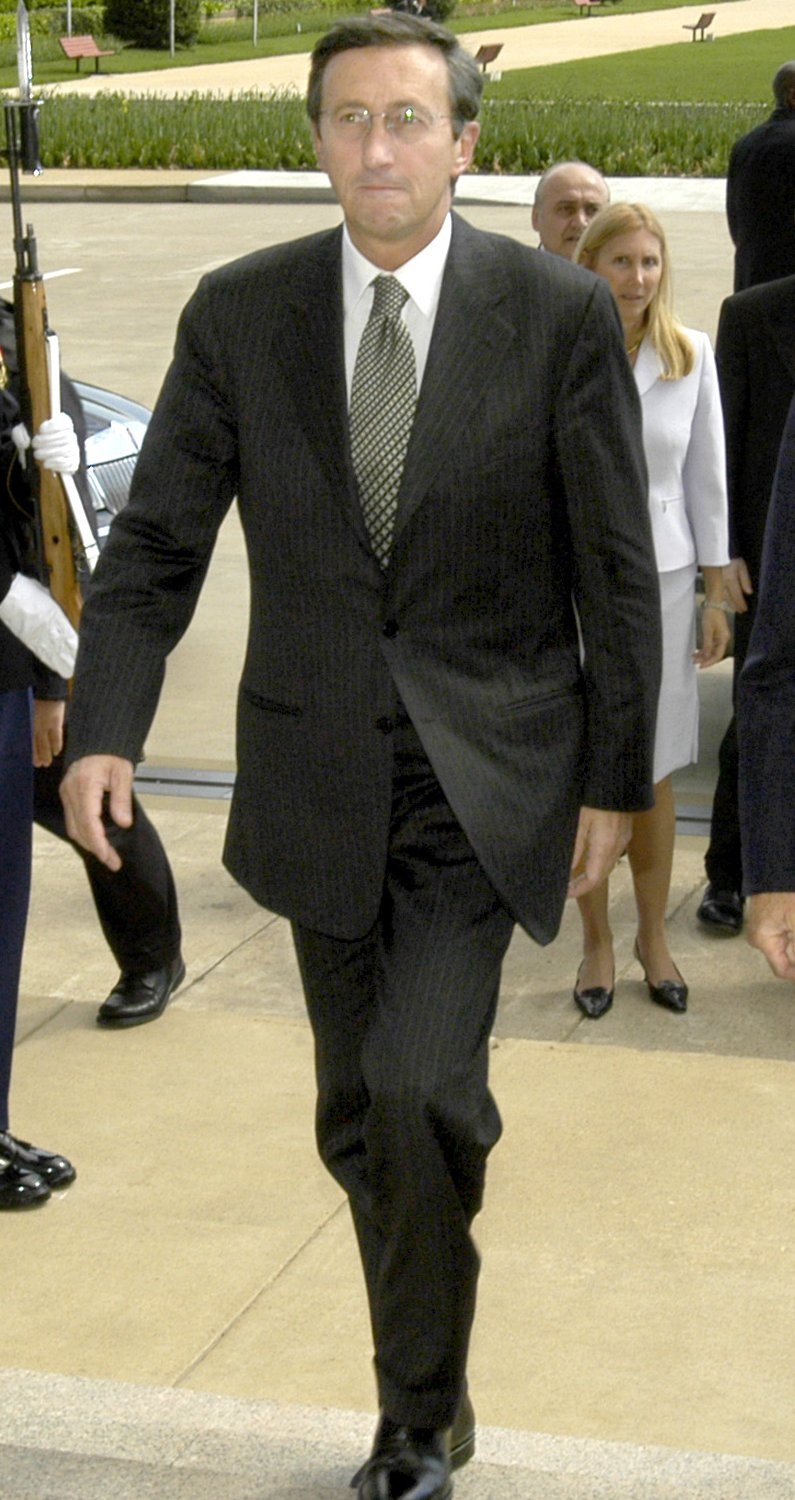
Gianfranco Fini, líder del partido.

Alianza Nacional fue creada en enero de 1995 como una refundación del postfascista Movimiento Social Italiano (MSI), integrando a su vez a algunos sectores conservadores de la Democracia Cristiana (DC) y del Partido Liberal Italiano, ambos disueltos en 1994 después del escándalo de corrupción del proceso Manos Limpias; aun así la mayor parte de los miembros de AN al igual que su líder, Gianfranco Fini del MSI.

## Participación en el gobierno
Fue miembro de las coaliciones el Polo de las Libertades y el Polo del Buen Gobierno en las elecciones generales de Italia de 1994 y del Polo por las Libertades entre 1996 y 2001, todas lideradas por Forza Italia y Silvio Berlusconi. Gianfranco Fini fue nombrado vice primer ministro después de las elecciones generales de 2001 y ministro de Relaciones Exteriores de noviembre de 2004 a mayo de 2006.
En noviembre de 2003, durante una visita a Israel en condición de vice primer ministro italiano, consideró las leyes raciales del régimen fascista de 1938 como "infames", al igual que ya lo hiciera el dirigente histórico del MSI Giorgio Almirante. También se refirió a la República Social Italiana como una de las páginas más vergonzosas del pasado y se consideró al fascismo como parte de una era de "absoluta maldad". 
Estas declaraciones que fueron difíciles de aceptar por la línea dura del partido; como resultado, Alessandra Mussolini, nieta del dictador fascista Benito Mussolini, que había estado en desacuerdo con el partido en una serie de cuestiones durante mucho tiempo, y la línea dura de este abandonaron el partido y crearon Acción Social.
En la elecciones generales de 2006, AN se presentó como miembro de la coalición de la Casa de las Libertades. En aquellas elecciones el centro-derecha perdió por 24 000 votos a favor de la coalición de centro-izquierda La Unión. Individualmente AN recibió casi 5 millones de votos, el 12,3% de los votos. En julio de 2007 un grupo dirigido por Francesco Storace se escindió y creó La Derecha; siete diputados de la AN, entre ellos Teodoro Buontempo y Daniela Santanchè, se unieron al nuevo partido.

### El Pueblo de la Libertad
En noviembre de 2007 Silvio Berlusconi anunció que Forza Italia se transformaría en el Pueblo de la Libertad (PdL).
Después de la repentina caída del segundo gobierno de Romano Prodi en enero de 2008, la desintegración de La Unión y la consiguiente crisis política que condujo a las elecciones generales de 2008, Berlusconi dio a entender que Forza Italia se presentaría probablemente a sus últimas elecciones y que el nuevo partido se fundaría oficialmente después de estas. En un ambiente de reconciliación con Gianfranco Fini, Berlusconi también dijo que el nuevo partido podría abrirse a la participación de otras organizaciones. Finalmente, el 8 de febrero, Berlusconi y Fini acordaron formar una lista conjunta bajo la marca del Pueblo de la Libertad, en alianza con la Liga Norte. Después de la victoria del PdL en dichas elecciones, AN se integró definitivamente en el PdL a principios de 2009.

## Ideología
Dentro del programa político de la Alianza Nacional de destacar:
- los valores tradicionales en sintonía con la Iglesia católica;
- la ley y el orden, en especial las leyes destinadas a controlar la inmigración y la aplicación de las penas;
- el apoyo a Israel, los Estados Unidos y la integración europea;
- prohibicionismo sobre cualquier tipo de drogas, incluyendo la marihuana.

Distinguiéndose de la MSI, el partido se distanció de Benito Mussolini y el fascismo, e hizo esfuerzos por mejorar sus relaciones con los grupos judíos. Con la mayoría de los sectores más radicales abandonar el partido que pretendía presentarse como un partido conservador respetable, unir fuerzas con Forza Italia en el Partido Popular Europeo.
Aunque el partido aprobaba la economía de mercado y tenían opiniones favorables sobre la liberalización y la privatización de las empresas públicas, sin embargo seguía situándose a la izquierda de Forza Italia en cuestiones económicas, apoyando a veces políticas más estatistas; este era uno de los motivos por los que el partido era fuerte en Roma y el Lacio, donde vivían muchos funcionarios públicos. Además AN se presenta como un partido patriota de identidad y cohesión nacional.
En cuanto a las reformas institucionales, el partido fue partidario del presidencialismo y un sistema de escrutinio mayoritario uninominal,  apoyando asimismo el federalismo y aceptando plenamente la alianza con la Liga Norte, aunque las relaciones con ese partido fueron tensas en ocasiones, especialmente con respecto a la unidad nacional.
Gianfranco Fini, un moderado que veía a Nicolas Sarkozy y David Cameron como modelos, imprimió al partido una ambiciosa línea política combinando elementos conservadores, como la seguridad, los valores familiares y el patriotismo, con otros más progresistas en otros ámbitos, como el apoyo a la investigación con células madre y el derecho a voto de inmigrantes legales.

## Resultados electorales

### Elecciones legislativas
| Cámara de Diputados |                |       |         |     |                 |                                       |           |
| Año electoral       | Votos          | %     | Escaños | +/– | Líder           | Nota                                  | Gobierno  |
| 1996                | 5.870.491 (#3) | 15,66 | 93/630  | 17a | Gianfranco Fini | Como parte de Polo de las Libertades. | Oposición |
| 2001                | 4.463.205 (#4) | 12,02 | 99/630  | 6   | Gianfranco Fini | Como parte de Polo de las Libertades. | Gobierno  |
| 2006                | 4.707.126 (#3) | 12,34 | 72/630  | 27  | Gianfranco Fini | Como parte de Casa de las Libertades. | Oposición |

a Respecto al resultado de MSI en 1992.